# Eileen Cheng-yin Chow
Eileen Cheng-yin Chow (xinès: 周成蔭)  () és una sinòloga, traductora i professora universitària taiwanesa. Treballa a la Universitat Duke i a la Universitat Shih Hsin de Taipei.
És neta de Cheng Shewo, periodista, editor, escriptor i educador xinès que va fundar amb Yeh Ming-hsun la mateixa Universitat Shih Hsin el 1956.
Es va graduar en Literatura a la Universitat Harvard i després va doctorar-se en Literatura Comparada a la Universitat Stanford. Junt amb Carlos Rojas, el 2009 va traduir a l'anglès la novel·la més llarga escrita pel novel·lista xinès Yu Hua. Aquesta va ser preseleccionada per al Man Asian Literary Prize i va ser guardonada amb el Prix Courrier International de França el 2008.
És directora de l'Institut de Periodisme Xinès Cheng Shewo de la Universitat Shih Hsin.

## Publicacions destacades
- Rojas, C. i ECY Chow. Rethinking chinese popular culture: Cannibalizations of the canon, 2008.[8]
- Yu, H. Brothers: Novel·la de Yu Hua. Traducció de Carlos Rojas i E. Cheng-yin Chow. Panteó, 2009.
- Rojas, C., i Eileen Cheng-yin Chow, eds. The Oxford Handbook of Chinese Cinemas. Nova York: Oxford University Press, 2013.
- Lung Yingtai i Eileen Cheng-yin Chow: 1949: China, Trauma and Memory